# Batalla naval de Guinea
La batalla naval de Guinea va ser l'enfrontament ocorregut el 1478 a La Mina d'Or, llavors Sant Jordi de la Mina, (sobre la costa atlàntica de Guinea) entre una flota portuguesa i una altra castellana en el marc de la Segona Guerra de Successió castellana.
Els Reis Catòlics havien preparat dues flotes: Una per a comerciar a la Mina d'Or i l'altra destinada a la conquesta de Gran Canària. Les dues varen navegar juntes des de Sanlúcar de Barrameda fins a les Illes Afortunades i allà es van separar. L'arribada d'una esquadra portuguesa feu fugir la major part de la flota de Canàries, que no va poder, per aquest motiu, conquerir l'illa. Els portuguesos, d'altra banda, tampoc van ser capaços de desembarcar a Gran Canària i van decidir retirar-se a la Península però llavors van tenir la sort de capturar diversos vaixells castellans carregats de queviures, de manera que van canviar de plans i es van dirigir a Guinea.
L'altra flota castellana va arribar a la Mina sense problemes i va obtenir grans quantitats d'or a canvi d'objectes diversos. No obstant això, l'excés de cobdícia del representant comercial de la Corona els va fer quedar-s'hi uns quants mesos i així la flota portuguesa va tenir temps d'arribar. Els castellans, que estaven debilitats per les malalties tropicals i la inactivitat, van ser atacats per sorpresa, derrotats i portats presoners a Lisboa.
Gràcies a l'or aconseguit amb aquesta victòria, el rei portuguès Alfons V va poder rellançar la guerra per terra contra Castella, on a més la notícia de la derrota va provocar desànim i crítiques a Ferran II d'Aragó. En signar-se la pau l'any següent, el resultat de la batalla naval de Guinea va ser probablement decisiu perquè Portugal obtingués un repartiment de l'Atlàntic molt favorable, i aconseguís el control exclusiu de tota Guinea, entre altres territoris atlàntics.

## Prolegòmens

### Preparatius castellans

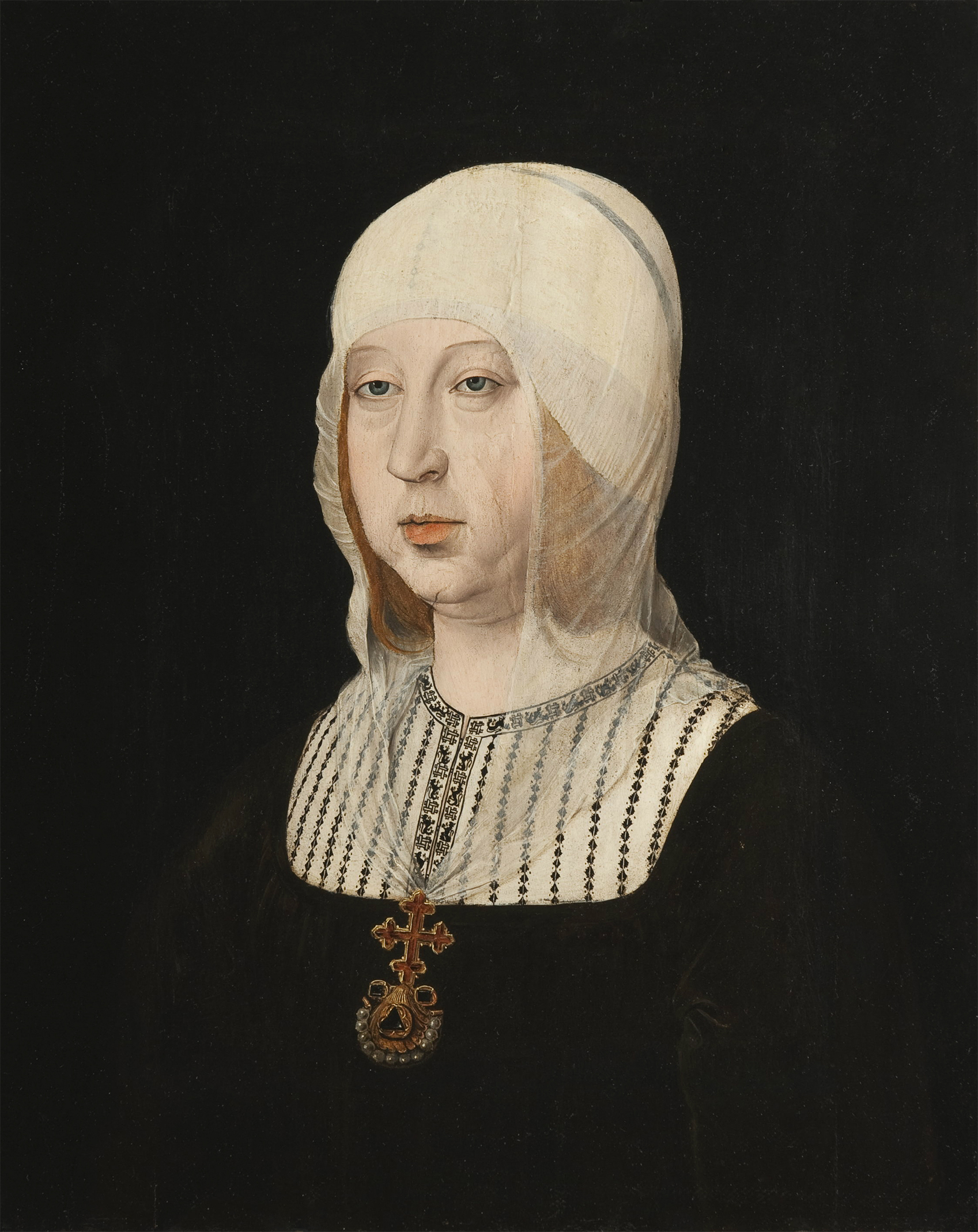
Isabel I de Castella

A principis de 1478, els Reis Catòlics van començar a preparar al port de Sanlúcar dues flotes: Una per comerciar i assetjar als portuguesos a la Mina d'Or i la una altra destinada a la conquesta de l'illa de Gran Canària. Segons el cronista castellà Alonso de Palencia la flota de la Mina estava formada per 11 vaixells i la de Canàries per 25. Les dues armades van partir juntes d'Andalusia per protegir-se mútuament i només es van separar en arribar a les Illes Afortunades. L'altre cronista castellà que esmenta l'expedició, Hernando del Pulgar, afirma que la flota de la Mina d'Or la formaven 35 caravel·les, però potser confon la xifra amb la de la suma de les dues flotes, pel fet que en sortir del port ambdues anaven juntes.
Els caps militars encarregats de la conquesta de Gran Canària eren Juan Rejón i Juan Bermúdez.El comandant de la flota de la Mina sembla haver estat el barceloní Joanot Boscà, i no pas Pedro de Covides com afirma del Pulgar. Els reis a més van nomenar Francesco Buonaguisi i Berenguer Granell o Granel com els seus representants en l'expedició, amb autoritat màxima en tot pel que fa al comerç a Guinea. Just abans de marxar les flotes, la reina Isabel va decretar que les caravel·les de la Corona tindrien prioritat sobre totes les altres de l'expedició a la Mina d'Or a l'hora de " rescatar "(comerciar) al Riu dels Esclaus.

### Reacció portuguesa

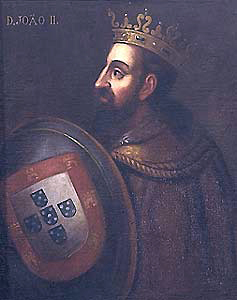
El príncep Joan de Portugal

El príncep Joan, un cop assabentat dels plans castellans, va preparar una flota superior en nombre per sorprendre els seus enemics quan desembarquessin a Gran Canària. No podia, però, enviar la flota fins a la Mina perquè no disposava de queviures suficients.
El rei Ferran es va assabentar al seu torn d'aquests preparatius i va enviar un petit esquif per avisar els andalusos.
Rui de Pina afirma que el comandament de la flota portuguesa es repartia entre Jorge Correa i Mem Palha, mentre que de Palencia diu que era Jorge Correa el comandant.

### Combat a les Canàries
Les dues flotes castellanes van partir juntes de Sanlúcar probablement l'abril de 1478. Després d'una escala a Cadis, van navegar fins a arribar a "les costes de Mauritània" el 4 de maig i d'allà a Gran Canària, on van atracar a port segur.
La flota de la Mina va continuar el seu viatge unida però la de Canària es va dispersar al poc d'arribar a la seva destinació Mentre una part de l'expedició es dedicava a buscar esclaus i orxella per les illes veïnes, només 300 soldats van arribar a desembarcar a Gran Canària. Quan va arribar el vaixell amb el missatge del rei Ferran avisant del perill portuguès, el gruix de la flota, amb els 1.000 soldats restants, va llevar àncores i va fugir a alta mar.
Els portuguesos van arribar finalment amb 20 vaixells i uns 1.600 soldats i es van disposar a desembarcar al port de Sardina (Gran Canària) a fi i efecte de, en cooperació amb els guanxes, derrotar els castellans que es trobaven a l'illa. Però el 27 de juliol es va desencadenar un temporal que va impedir el desembarcament i a continuació els andalusos van desplegar una intensa activitat defensiva que finalment va impedir la maniobra portuguesa. Al cap de cinc dies, els portuguesos van desistir i es van retirar. En passar per les illes veïnes van capturar els castellans que anaven dispersos buscant esclaus, i feren uns 200 presoners que van enviar a Portugal en cinc vaixells. També van tenir la sort de capturar diversos vaixells de queviures, la qual cosa els va permetre modificar els seus plans i dirigir-se cap al sud, a la Mina d'Or, a la recerca de la segona flota castellana.
Els castellans de Gran Canària van sobreviure però van quedar reduïts a la inactivitat fins que una nova flota va arribar a l'illa a finals de l'any següent.

## Combat a la Mina

### Negligència castellana

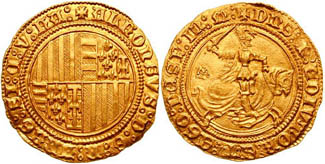
Moneda napolitana d'or de mitjan segle XV

Alonso de Palència, el cronista que més detalls aporta sobre la batalla, explica que la flota castellana destinada a la Mina va arribar allà sense problemes i va obtenir gran quantitat d'or dels indígenes a canvi d'ambre, objectes de llautó, petxines de porpra, teixits de lli i de llana i joies falses.
El comandant Boscà hauria desitjat emprendre el retorn passats 30 dies. No obstant això, el producte més apreciat pels naturals van resultar ser els esclaus, per la qual cosa el comissari reial Berenguer Granel va decidir enviar dos vaixells a buscar esclaus a altres regions costaneres ( in ulteriors aethiopum ores ") per aconseguir encara més or. Això va obligar a allargar l'estada durant almenys un mes més. Boscá s'hi va oposar però va haver de cedir finalment davant Granel, que era el representant de la Corona en tot allò relatiu al comerç.
La llarga inactivitat i les malalties tropicals van minar la salut dels castellans i van deixar la major part dels tripulants fora de combat. Els vaixells van ser ancorats i coberts amb teles en un port situat a un dia de navegació de la Mina d'Or. El lloc on es trobaven estava separat d'alta mar per un estret pas anomenat estret de Tres Puntes.

### Arriben els portuguesos

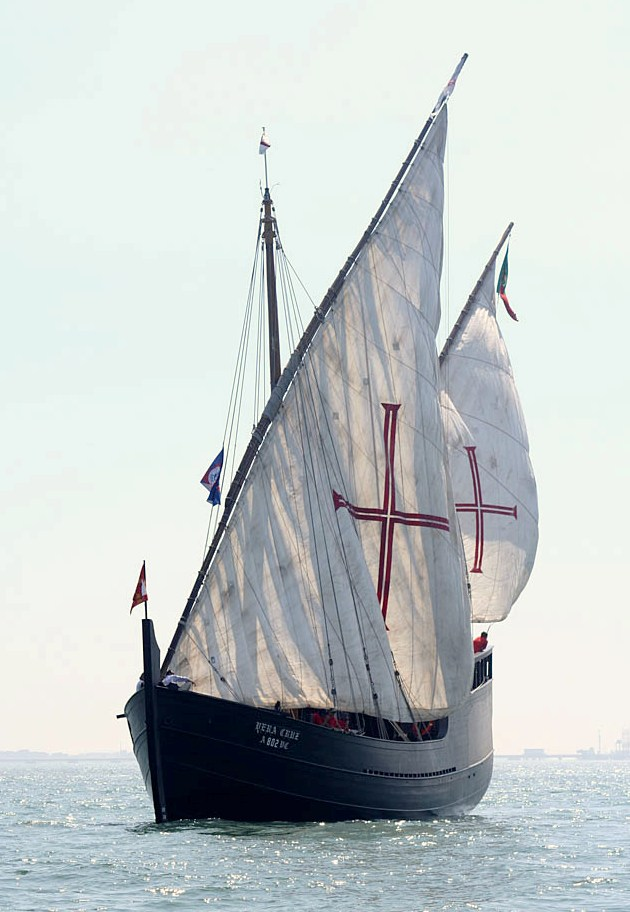
Reconstrucció actual d'una caravel·la portuguesa.

Feia dos mesos que els castellans llanguien a la Mina quan va aparèixer la flota portuguesa amb onze vaixells. El comandant portuguès, Jorge Correa, va enviar per davant un vaixell lleuger de reconeixement militar que a l'alba va detectar els enemics a l'interior del port. A continuació el gruix de la flota es va bloquejar l'estret de Tres Puntes, i va atacar els castellans.
La resistència va ser molt feble. Només una de les naus castellanes, anomenada «Candón», va tractar de lluitar però va ser ràpidament dominada per dos vaixells portuguesos. Tota la flota castellana, amb els seus tripulants i el seu ric carregament d'or, va caure en mans de Correa. Fins i tot els dos vaixells que tornaven carregats d'esclaus van ser capturats també. La victòria portuguesa va ser total i pel que sembla sense patir baixes.

### Retorn a la Península
Correa va portar als seus presoners a la Mina i els va exhibir davant del rei local. Després de passar tres dies comerciant, va ordenar el retorn. Dictaminar que la flota se separés en el camí de tornada, per evitar ser capturada en la seva totalitat.
Un fet curiós citat per Palència és que Correa va ordenar alliberar els presoners d'origen basc i els va donar dos vaixells lleugers, dels més deteriorats, i uns pocs queviures perquè tornessin pel seu compte a Castella. Pel que sembla, retenir-los hauria contravingut un pacte existent entre portuguesos i bascos ( "... quos retinere censeretur ex pacte nefastes ...").
Els vaixells van arribar a Lisboa un darrere l'altre, sense pèrdues en el camí de tornada. Els presoners van ser tancats en masmorres fins al final de la guerra.

## Conseqüències
El quint reial de l'or aconseguit va ser lliurat a la Corona portuguesa com a impost, segons la pràctica habitual. Del Pulgar afirma que els ingressos així obtinguts per Alfons V li van permetre llançar una ofensiva per terra contra Castella.
De Palencia diu que quan la notícia de la greu derrota va arribar a Andalusia (probablement el gener de 1479) es va estendre el desànim i es va començar a criticar molt el rei Ferran. L'any 1479 va ser dur per als reis de Castella perquè es van revoltar simultàniament diversos nobles i les tropes portugueses van irrompre a Extremadura, amb la qual cosa reactivaren la guerra per terra fins a la signatura del tractat de pau al setembre, en el qual els castellans van haver de cedir a Portugal el control exclusiu de tots els territoris de l'Atlàntic amb l'única excepció de les Canàries.
Les fonts portugueses, per la seva banda, afirmen que tant els presoners de la batalla de Guinea com gran part de l'or capturat van ser retornats a Castella després de la signatura de la pau.

## Textos

### Versió de Hernando del Pulgar (castellà)
| « | Ansimesmo en aquellos dias partiéron de la cibdad de Sevilla é de los otros puertos del Andalucia fasta treinta é cinco caravelas para la mina del oro : en las quales iban muchos mercaderes é personas que se sentian dispuestos para sofrir el largo camino de la mar, é las dolencias que se recrecian en aquella tierra. Los quales llevaban cargadas las naos de aquellas ropas viejas, é conchas, é almireces, é manillas de laton, é de las otras cosas que eran demandadas por las gentes que en aquellas tierras moraban. Y embiáron el Rey é la Reyna en aquella flota por capitan un caballero que se llamaba Pedro de Covídes, á quien mandáron que obedeciesen todas las gentes é mercaderes que iban en aquella flota. É de todo el oro que se traia de aquella tierra, el Rey é la Reina habian la quinta parte, de lo qual habian gran renta. | » |
| — Part 2, cap. 76 de la Crónica de los Señores Reyes Católicos Don Fernando y Doña Isabel de Castilla y de Aragón (transcrita de Cervantes Virtual) | |   |

| « | Segun habemos contado, el año antepasado partiéron treinta é cinco naos de los puertos de la mar que son en el Andalucía, para ir á la tierra donde había la mina del oro. Los que iban en estas naos fuéron en salvo á aquellas partes, é trocáron á pedazos de oro las conchas é cosas de latón é ropas viejas, é las otras cosas que llevaban, que son pedidas é deseadas por los bárbaros que moran en aquella tierra. Fechos sus troques, á la vuelta que volvían con gran suma de oro, los Portogueses que fuéron avisados, como habian partido á facer aquella via, armáron ciertas naos, é aguardáron á las naos castellanas al tiempo que entendian que podian volver : y encontráron con ellas, é tomaron todas treinta é cinco naos con todo el oro que traian, é prendieron á todos los que iban en ellas, é del oro que el Rey de Portogal ovo del quinto que le pertenecia de aquella presa, tovo dinero para pagar sueldo, é fornecer la gente que fue desbaratada por el Maestre de Santiago. É fuéron trocados muchos de los Portogueses que fuéron presos en la batalla, con los Castellanos que fuéron presos en las naos : é ansí fuéron libres los presos de la una parte é de la otra. | » |
| — Part 2, cap.88 de la Crónica de los Señores Reyes Católicos Don Fernando y Doña Isabel de Castilla y de Aragón (transcrita de Cervantes Virtual) | |   |

### Versió de Rui de Pina (portuguès)
| «                                                   | E porque o Principe no anno passado ante das pazes soube que certa armada era ida de Castella resgatar contra sua defesa á Mina, armou contra ella outra de que por uma vez foi capitão mór Jorge Corréa, comendador do Pinheiro, e da outra Mem Palha, homens honrados e bons cavalleiros. Os quaes toparam na Mina os castelhanos, e assi os cometeram que muito a seu salvo lhes tomaram sua frota, com muito ouro e mercadorias, e trouxeram suas pessoas presos e captivos a Lisboa, que por condição das pazes foram soltos, e o ouro que foi muita soma assi como vinha em joias e arrieis foi levado a Beja, de muita parte do qual o Principe fez mercé aos embaixadores de Castella, que depois a Moura vieram sobre o concerto das terçarias. | » |
| — Capítulo 208 de la Chronica d'El-Rei D. Affonso V | |   |